# Loge Fides et Amor
Loge Fides et Amor is een vrijmetselaarsloge in Gent die behoort tot de Reguliere Grootloge van België. De bijeenkomsten van de loge vinden plaats in het Nederlands
In loge Fides et Amor staat het symbolisch onderricht heel centraal. De rituelen worden dusdanig gebracht dat niet alleen de symboliek ervan duidelijk wordt, maar dat ook de receptiviteit van de inwijdeling er wordt door aangescherpt. Fides et Amor heeft jarenlang aan dat specifieke aspect gewerkt, het bijgeschaafd en verfijnd. De loge laat er geen enkele twijfel over bestaan dat zij regulier is en dat wil blijven: zij respecteert de Oude Landmerken der vrijmetselarij en arbeidt ter ere van de Opperbouwmeester van het Heelal.
De naam betekent 'Trouw en Liefde', een verwijzing naar de broederschap in de vrijmetselarij.

## Geschiedenis
De loge werd opgericht op 27 april 1991 vanuit de Gentse loge La Fidélité (loge nummer 13). De installatie van de loge, onder leiding van grootmeester Louis De Bouvère, had plaats op 20 april 1991 in de gebouwen van de Gentse moederloge.  